# Sexy Beach Honeymoon
「Sexy Beach Honeymoon」 (セクシー ビーチ ハネムーン）は、恵比寿★マスカッツの2枚目のシングルCD。

## 概要
- 楽曲「Sexy Beach Honeymoon」は2016年4月28日（27日深夜）放送の「マスカットナイト」第29回で楽曲の一部分を初めて放送。4月30日放送の『SPECIALな金曜The NIGHT 恵比寿マスカッツ編』（AbemaTV）ではMVを全編放送。
- また、楽曲「Sexy Beach Honeymoon」は「ヨソで言わんとい亭〜ココだけの話が聞ける（秘）料亭〜」（テレビ東京系列）2016年6月度エンディングテーマとして採用。
- CDは2016年5月25日発売。初回限定盤A、初回限定盤B、通常盤の3形態でリリース。初回限定盤A、初回限定盤BにはDVDが付属されている。封入特典として生写真が各盤11種のうち1種ランダム封入されている（全33種）。
- CDジャケットはメンバー3名のボディーパーツを撮影したものであり、誰のものかはMVの中に隠されているとされている[1]。
- 「Sexy Beach Honeymoon」のMV監督は庄司智春（品川庄司）が務めたことを5月12日（11日深夜）放送の「マスカットナイト」第31回で発表。

## 収録曲
3形態いずれもCDには3曲収録されており、「Sexy Beach Honeymoon」「バイバイダーリン」の2曲は3形態共通で収録されている。3曲目は各形態によって収録曲が異なる。
- Sexy Beach Honeymoon（3形態共通で収録） - 作詞:Maccoi、作曲・編曲:Face 2 fAKE
- バイバイダーリン（3形態共通で収録） - 作詞:ケリー、作曲・編曲:楊慶豪
- バナナ・マンゴー・ハイスクール（★version）（初回限定盤Aのみ収録） - 作詞:Maccoi、作曲:Jam&Lice
  - 初代・恵比寿マスカッツのデビュー曲「バナナ・マンゴー・ハイスクール」の第二世代・恵比寿★マスカッツバージョン。歌詞や振付の一部が初代恵比寿マスカッツの同曲と異なる。
- WON'T BE LONG（初回限定盤Bのみ収録） - 作詞・作曲:Bro.KORN、編曲:松井寛
  - 1990年発表のバブルガム・ブラザーズのカバー曲。Bro.KORNがゲスト出演した「マスカットナイト」第1回やワンマンライブ「Tokyo Sexy Dynamite 2015〜初恋〜」でも、Bro.KORN本人が同曲を披露している。
- ビビる-Bodyで-Boo（通常盤のみ収録） - 作詞:ケリー、作曲:楊慶豪、編曲:松井寛

## 盤形態
初回限定盤A
- PCCA-04382　￥1,667（本体）+税
- ジャケット：白いビキニ姿で日に焼けた女性のヒップをアップで捉えた写真[2]
- CD

1. Sexy Beach Honeymoon［4:10］
2. バイバイダーリン［4:23］
3. バナナ・マンゴー・ハイスクール（★version）［3:46］
4. Sexy Beach Honeymoon（Instrumental）［4:10］
5. バイバイダーリン（Instrumental）［4:23］
6. バナナ・マンゴー・ハイスクール（★version）（Instrumental）［3:35］

- 付属DVD：「Sexy Beach Honeymoon Music Video・Sexy Beach Honeymoon Music Video Making・Sexy Beach Honeymoon Jacket Making」を収録。
- 封入特典：生写真ランダム封入。全11種より1種（川上奈々美、石岡真衣、古川いおり、夏目花実、由愛可奈、辻本杏、松岡凛、星野ナミ、臼井愛佳、三上悠亜、集合A）[1]。

初回限定盤B
- PCCA-04383　￥1,667（本体）+税
- ジャケット：白いビキニ姿で日に焼けた女性のウエストをアップで捉えた写真[2]
- CD

1. Sexy Beach Honeymoon
2. バイバイダーリン
3. WON'T BE LONG［5:13］
4. Sexy Beach Honeymoon（Instrumental）
5. バイバイダーリン（Instrumental）
6. WON'T BE LONG（Instrumental）［5:09］

- 付属DVD：「Sexy Beach Honeymoon Member Camera Making」を収録。
- 封入特典：生写真ランダム封入。全11種より1種（ティア、湊莉久、明日花キララ、白石茉莉奈、利麗、吉澤友貴、藤原亜紀乃、神崎紗衣、臼井理佳、市川まさみ、集合B）[1]。

通常版
- PCCA-70472　￥926（本体）+税
- ジャケット：白いビキニ姿で日に焼けた女性のバストをアップで捉えた写真[2]
- CD

1. Sexy Beach Honeymoon
2. バイバイダーリン
3. ビビる-Bodyで-Boo［4:16］
4. Sexy Beach Honeymoon（Instrumental）
5. バイバイダーリン（Instrumental）
6. ビビる-Bodyで-Boo（Instrumental）［4:13］

- 封入特典：生写真ランダム封入。全11種より1種（小島みなみ、神咲詩織、辰巳シーナ、天使もえ、桃乃木かな、葵つかさ、田森美咲、彩乃なな、三田羽衣、小野美公、集合C）[1]。

## リリースイベント
2016年4月30日から5月29日まで土曜日・日曜日・祝日を中心に楽曲披露、握手会、撮影会を中心としたリリースイベントが実施された。
| 開催日                 | 開催場所                                     | 部    | 出演メンバー | 備考                                      |
| ---------------------- | -------------------------------------------- | ----- | --- | ----------------------------------------- |
| 4月30日 （土曜日）     | 大崎ブライトコアホール （東京都）            | 第1部 | 古川、ティア、湊、星野、由愛、夏目、小野、田森、利麗、市川、三上 |                                           |
| 4月30日 （土曜日）     | 大崎ブライトコアホール （東京都）            | 第2部 | 川上、古川、湊、小島、吉澤、桃乃木、石岡、辰巳、夏目、三上、田森 |                                           |
| 5月1日 （日曜日）      | ZENBOO TOKYO （東京都）                      | 第1部 | 川上、古川、神咲、吉澤、彩乃、夏目、神崎、臼井理佳、田森、松岡、辰巳                                                                                                   |                                           |
| 5月1日 （日曜日）      | ZENBOO TOKYO （東京都）                      | 第2部 | 川上、葵、ティア、彩乃、神咲、桃乃木、小島、小野、臼井愛佳、利麗、辰巳                                                                                                 |                                           |
| 5月3日 （火曜日 祝日） | ZENBOO TOKYO （東京都）                      | 第1部 | 葵、天使、古川、神咲、吉澤、湊、星野、小野、辰巳、夏目、市川 |                                           |
| 5月3日 （火曜日 祝日） | ZENBOO TOKYO （東京都）                      | 第2部 | 古川、ティア、神咲、小島、天使、彩乃、星野、桃乃木、田森、石岡、夏目                                                                                                   |                                           |
| 5月7日 （土曜日）      | ZENBOO TOKYO （東京都）                      | 第1部 | 川上、市川、白石、ティア、桃乃木、由愛、石岡、田森、利麗、三田 |                                           |
| 5月7日 （土曜日）      | ZENBOO TOKYO （東京都）                      | 第2部 | 川上、市川、神咲、小島、湊、吉澤、神崎、辰巳、藤原、三田、白石 |                                           |
| 5月7日 （土曜日）      | ZENBOO TOKYO （東京都）                      | 第3部 | 神咲、小島、白石、ティア、湊、桃乃木、吉澤、小野、石岡、神崎、藤原 |                                           |
| 5月8日 （日曜日）      | ZENBOO TOKYO （東京都）                      | 第1部 | 葵、彩乃、古川、白石、ティア、三上、臼井愛佳、小野、辰巳、夏目、藤原                                                                                                   |                                           |
| 5月8日 （日曜日）      | ZENBOO TOKYO （東京都）                      | 第2部 | 川上、彩乃、古川、三上、湊、桃乃木、由愛、吉澤、臼井理佳、田森、三田                                                                                                   |                                           |
| 5月11日 （水曜日）     | HMV札幌ステラプレイス （北海道）             |       | 川上、夏目、小野 |                                           |
| 5月14日 （土曜日）     | ZENBOO TOKYO （東京都）                      | 第1部 | 明日花、葵、神咲、白石、湊、由愛、臼井理佳、石岡、小野、利麗、神崎 |                                           |
| 5月14日 （土曜日）     | ZENBOO TOKYO （東京都）                      | 第2部 | 明日花、神咲、辻本、ティア、吉澤、神崎、辰巳、田森、夏目、松岡、三田                                                                                                   |                                           |
| 5月14日 （土曜日）     | ZENBOO TOKYO （東京都）                      | 第3部 | 明日花、葵、辻本、ティア、湊、吉澤、田森、夏目、藤原、三田、石岡 | ニコニコ生放送にて配信                    |
| 5月15日 （日曜日）     | 大崎ブライトコアホール （東京都）            | 第1部 | 川上、古川、小島、辻本、三上、由愛、石岡、臼井愛佳、臼井理佳、田森、三田                                                                                               |                                           |
| 5月15日 （日曜日）     | 大崎ブライトコアホール （東京都）            | 第2部 | 川上、市川、葵、神咲、古川、辰巳、桃乃木、由愛、小野、利麗、松岡 |                                           |
| 5月24日 （火曜日）     | 代々木公園野外ステージ （東京都）            |       | 明日花、川上、天使、市川、石岡、臼井愛佳、臼井理佳、小野、 神崎、神咲、古川、小島、白石、辰巳、田森、辻本、ティア、 夏目、藤原、松岡、三上、三田、湊、利麗、由愛、吉澤 | 代々木公園野外ステージフリーライブ        |
| 5月24日 （火曜日）     | ポニーキャニオン イベントスペース （東京都） |       | 明日花、川上、天使、市川、石岡、臼井愛佳、臼井理佳、小野、 神崎、神咲、古川、小島、白石、辰巳、田森、辻本、ティア、 夏目、藤原、松岡、三上、三田、湊、利麗、由愛、吉澤 | 代々木アフターパーティー特典会 （撮影会） |
| 5月28日 （土曜日）     | ヴィーナスフォート教会広場 （東京都）        | 第1部 | 明日花、川上、葵、天使、古川、ティア、三上、吉澤、神崎、小野、田森、夏目、辻本                                                                                         |                                           |
| 5月28日 （土曜日）     | ヴィーナスフォート教会広場 （東京都）        | 第2部 | 明日花、葵、天使、市川、神咲、古川、小島、湊、石岡、辰巳、夏目、藤原、利麗                                                                                             |                                           |
| 5月29日 （日曜日）     | ZENBOO TOKYO （東京都）                      | 第1部 | 明日花、川上、市川、辻本、三上、湊、桃乃木、吉澤、石岡、松岡、三田 |                                           |
| 5月29日 （日曜日）     | ZENBOO TOKYO （東京都）                      | 第2部 | 明日花、川上、葵、市川、神咲、古川、ティア、三上、臼井愛佳、小野、藤原                                                                                                 |                                           |
| 5月29日 （日曜日）     | ZENBOO TOKYO （東京都）                      | 第3部 | 神咲、古川、ティア、湊、桃乃木、三上、市川、小野、辰巳、夏目、利麗（＋吉澤）                                                                                           |                                           |